# تشارلز سومنر شنايدر
تشارلز سومنر شنايدر (بالإنجليزية: Charles Sumner Schneider)‏ هو مهندس معماري أمريكي، ولد في 1874، وتوفي في 1932.